# Гурьева, Елена Леонидовна
Елена Леонидовна Гурьева (18 августа 1929 года, Ленинград — 11 октября 1990 года) — энтомолог, специалист по систематике жуков-щелкунов.

## Биография
Гурьева родилась в семье крупного электротехника, впоследствии академика АН СССР Леонида Робертовича Неймана. Начала учиться в ленинградской школе, затем с матерью и братом была эвакуирована из осаждаемого города на родину матери Надежды Александровны Нейман-Голубинской в Кузнецк Пензенской области, после этого весной 1942 года вся семья воссоединилась в Ташкенте, куда из Ленинграда по линии АН был вызван отец.
Практически занималась фауной Палеарктики (СССР и сопредельные страны), также была хорошо знакома с фаунами других областей и в процессе работы над томами «Фауны СССР» совершенствовала систему семейства, опираясь на представления о всей мировой фауне. Кроме основной тематики писала, главным образом для коллективных сводок, также статьи по смежным и «бесхозным» семействам.
Долгое время заведовала коллекционным фондом колеоптерологического отделения, была секретарем лабораторного научного семинара, членом редколлегии журнала «Энтомологическое обозрение», редактором ряда коллективных сводок и куратором предметной картотеки по жукам в библиотеке института, а сверх того членом Президиума и Совета ВЭО.

## Публикации Е. Л. Гурьевой
Общее число публикаций Гурьевой 108.